# Planell Gran
El Planell Gran és una plana situada dins del terme municipals de la Vall de Boí, a la comarca de l'Alta Ribagorça, i dins del Parc Nacional d'Aigüestortes i Estany de Sant Maurici.
Està situat a la riba dreta del Riu de Sant Nicolau, per damunt del Planell de la Molina (SO) i per sota dels Prats d'Aiguadassi (NE).

## Rutes[2]
Seguint la pista forestal que neix al costat de la parada del servei de taxis del parc, a la vora del Planell d'Aigüestortes, direcció cap a l'Estany Llong; fins a trobar, després d'1,5 km, l'indicador que senyala el desviament cap a Dellui.